# (14500) Kibo
(14500) Kibo (1995 WO7) – planetoida z pasa głównego asteroid okrążająca Słońce w ciągu 3,34 lat w średniej odległości 2,23 j.a. Odkryta 27 listopada 1995 roku.